# Josephine Schefsky
Joséphine Schefsky (parfois orthographiée Scheffzky), née en 1843 ou 1846, et morte à Munich le 11 novembre 1912, est une chanteuse d'opéra qui a eu une carrière active pendant la seconde moitié du XIXe siècle. Possédant une voix puissante de tessiture étendue, elle aborde des rôles à la fois de soprano et de mezzo. Elle est célèbre aujourd'hui pour avoir créé plusieurs rôles dans la première présentation complète de  L'Anneau du Nibelung de Richard Wagner au Festival de Bayreuth en 1876.

## Biographie
Josephine Schefsky fait ses débuts professionnels en 1868 l'opéra à l'Opéra d'État de Bavière dans le rôle d'Orphée de l'Orfeo ed Euridice de Christoph Willibald Gluck. Elle est alors l'une des artistes majeures de cette maison jusqu'en 1883 et est l'interprète favorite de Louis II. Elle est notamment la créatrice du rôle d'Amneris à la première munichoise d' Aida de Giuseppe Verdi en 1877.
Wagner entend Josephine Schefsky à Munich ; il est très impressionné par ses capacités vocales et dramatiques. Il l'invite à prendre part à la première présentation du cycle complet de l'Anneau au Festival de Bayreuth en 1876. Elle y crée le rôle de la deuxième Norne dans Götterdämmerung le 17 août 1876 et interprète Sieglinde dans Die Walküre le 14 août 1876.
Sa voix est un pur ravissement, quoique cette forte personne ressemble à une servante de brasserie. Mais une voix si convaincante atteint presque aux régions de l'idéal. Le roi la fait chanter chez lui, derrière un écran de plantes vertes. Un jour, Joséphine apporte au roi pour sa fête un beau tapis d'Orient, et, selon l'usage, accepte que la cassette royale lui en rembourse le prix. Mais cette maladroite croit pouvoir profiter des circonstances pour surcharger la note. La ruse est éventée ; Louis entre dans une colère terrible : elle est chassée du Théâtre de la Cour.
En 1882, elle se rend au Royaume-Uni où elle interprète Magdalena dans Die Meistersinger von Nürnberg de Wagner au Théâtre Royal de Drury Lane à Londres sous la direction de Hans Richter. Elle chante à l'Opéra national du Rhin et de l'Opéra d'État de Vienne en 1883-1884. Elle passe ses dernières années sur scène à l'Opéra d'État de Berlin et l'Opéra de Francfort. Parmi ses nombreux rôles, on trouve Azucena dans Il trovatore de Verdi, Fidès dans Le prophète de Giacomo Meyerbeer, Frau Reich dans Die lustigen Weiber von Windsor, Gertrude dans Hamlet d'Ambroise Thomas, Maddalena dans Rigoletto de Verdi, et Sieglinde dans le Ring.
À partir de 1890, elle enseigne le chant à Munich. Elle y meurt en 1912 à l'âge de 69 ans.

## Source de traduction
- (en) Cet article est partiellement ou en totalité issu de l’article de Wikipédia en anglais intitulé « Josephine Schefsky » (voir la liste des auteurs).